# 渥美・湖西窯
渥美・湖西窯（あつみ・こさいよう）、または渥美湖西窯とは、平安時代末（12世紀代）から鎌倉時代（13世紀・14世紀初頭）にかけて存在した「渥美窯」と中世「湖西窯」を、広義で同一の窯跡群として見なす概念。主に考古学上の用語として使われている。
座標: 北緯34度38分5.2秒 東経137度11分43.8秒 / 北緯34.634778度 東経137.195500度

## 概要
古代尾張の灰釉陶器窯である猿投窯が、山茶碗生産窯へと移行しつつ拡散・南下したことで、12世紀初頭に渥美半島（愛知県田原市および豊橋市西部）で窯場が開かれ、「渥美窯」が成立する。同じ時期に、5世紀末から8世紀にかけて須恵器の一大産地であったものの9世紀以降衰退・沈黙していた湖西窯（静岡県湖西市）でも、陶器生産が再開された（中世湖西窯）。
両窯は地域的に隔たりがあり、通常別々の窯跡群として扱われるが、その出現時期や窯体構造、生産品目（有力寺院用の瓦、甕、壺、山茶碗、輪花碗）、技術などに類似点が多く、共通の基盤のもとに成立したと考えられている。また、それぞれの製品の胎土は、同じ天伯原台地の粘土が使用されている。したがって、両者の製品は外見や胎土が酷似しており、関東・東北地方などの遠隔消費地の遺跡では、多くが破片となって出土することもあり視覚的な判別が困難で、科学的な方法でもどちらの窯の製品か識別することは難しいとされる。このため、遺跡から陶片が出土し渥美産とした場合でも、湖西産が含まれている可能性があり、一括して「渥美窯」産とするか、「渥美・湖西窯」産と称することが通例になったとされる。
したがって、「渥美・湖西窯」という用語は、窯場（生産地）そのものを示す言葉というよりも、遠隔地（消費地）の遺跡において意味を持つ概念ともいえる。